# هربرت دورنبرگ
هربرت دورنبرگ (انگلیسی: Herbert Dörenberg؛ زادهٔ ۲۷ اوت ۱۹۴۵) بازیکن فوتبال اهل آلمان است.
از باشگاه‌هایی که در آن بازی کرده‌است می‌توان به باشگاه فوتبال دارمشتات ۹۸ اشاره کرد.